# The Great Southern Trendkill
The Great Southern Trendkill — восьмой студийный альбом американской метал-группы Pantera, который был выпущен 7 мая 1996 года на лейбле East West Records. Из-за внутренних конфликтов и напряжённости между участниками группы, Даймбэг Даррелл, Винни Пол и Рэкс Браун записывали музыку в студии Chasin Jason в Арлингтоне (штат Техас) в то время, когда Фил Ансельмо записывал вокал в студии Nothing в Новом Орлеане (штат Луизиана).
The Great Southern Trendkill  достиг 4-й позиции в чарте Billboard 200 и продержался 16 недель. 25 июня 1996 года альбом стал «золотым», а 17 августа 2004 года «платиновым» по версии Американской ассоциации звукозаписывающих компаний. Это последний альбом, в продюсировании которого принимал участие Терри Дэйт, работавший с Pantera со времён альбома Cowboys from Hell.

## Об альбоме
Floods — самая длинная песня с альбома. В списке журнала Guitar World «100 величайших гитарных соло всех времён» (англ. 100 Greatest Guitar Solo Of All-Time) эта песня заняла 15-е место среди таких песен Pantera как Cemetery Gates (35-е место) и Walk (57-е место).
За песню Suicide Note Pt. I группа номинировалась на 39-й ежегодной премии «Грэмми» в категории Лучшее метал исполнение.
Альбом доступен в виде загружаемого контента для музыкальной видеоигры Rock Band, за исключением песни «Suicide Note Pt. I».

## Музыка и лирическое содержание
The Great Southern Trendkill считается самым агрессивным альбомом за всю карьеру Pantera. Альбом также известен тем, что в нём множество кричащего вокала особенно в песнях «Suicide Note P. II» и «The Great Southern Trendkill». Некоторые песни были записаны в пониженном гитарном строе, среди которых композиции «The Underground in America» и «(Reprise) Sandblasted Skin» записаны в гитарном строе Drop G. Альбом также имеет более экспериментальный характер, например, баллады, записанные акустической гитарой.
Тексты песен с The Great Southern Trendkill включают в себя темы наркотиков, наводнение, которое уничтожает человечество, обретает более глубокий смысл, гнева и СМИ. Альбом выдержан в стиле грув-метал, но он также содержит элементы трэш-метала и дэт-метала.

## Переиздание
12 августа 2016 года на официальной странице Pantera в социальной сети Фэйсбуке было объявлено, что 21 октября выйдет переиздание The Great Southern Trendkill в честь 20-летия альбома. В переиздание войдут два диска, включая ремастированную версию оригинала, а также 12 неизданных треков. Диски включают в себя инструментальные композиции, а также миксы и записи в живую с фестиваля Dynamo 1998 года. Кроме того, будет выпущен отдельный LP под названием The Great Southern Outtakes. Этот LP будет состоять из тех же песен, выпущенных на 2-м диске переиздания The Great Southern Trendkill, но только за исключением треков «Suicide Note Pt. I (Intro)» и «Suicide Note Pt. I (Alternative Early Mix)».

## Список композиций
Слова и музыка всех песен — Pantera.
| №                   | Название                           | Длительность |
| ------------------- | ---------------------------------- | ------------ |
| 1.                  | «The Great Southern Trendkill»     | 3:47         |
| 2.                  | «War Nerve»                        | 4:53         |
| 3.                  | «Drag the Waters»                  | 4:56         |
| 4.                  | «10’s»                             | 4:50         |
| 5.                  | «13 Steps to Nowhere»              | 3:38         |
| 6.                  | «Suicide Note Pt. I»               | 4:45         |
| 7.                  | «Suicide Note Pt. II»              | 4:20         |
| 8.                  | «Living Through Me (Hells’ Wrath)» | 4:50         |
| 9.                  | «Floods»                           | 7:00         |
| 10.                 | «The Underground in America»       | 4:34         |
| 11.                 | «(Reprise) Sandblasted Skin»       | 5:40         |
| Общая длительность: | Общая длительность:                | 53:13        |

| №                   | Название                                               | Длительность |
| ------------------- | ------------------------------------------------------ | ------------ |
| 12.                 | «Walk» (Live at the Hollywood Palladium, CA 6/27/1992) | 5:29         |
| Общая длительность: | Общая длительность:                                    | 58:42        |

| №                   | Название                                                     | Длительность |
| ------------------- | ------------------------------------------------------------ | ------------ |
| 1.                  | «The Great Southern Trendkill» (2016 Mix)                    | 4:07         |
| 2.                  | «War Nerve» (Live at Dynamo Festival, 1998)                  | 5:21         |
| 3.                  | «Drag the Waters» (Alternative Early Mix)                    | 5:00         |
| 4.                  | «10's» (Alternative Early Mix)                               | 4:53         |
| 5.                  | «13 Steps to Nowhere» (Instrumental version)                 | 3:40         |
| 6.                  | «Suicide Note Pt. I» (Intro)                                 | 1:13         |
| 7.                  | «Suicide Note Pt. I» (Alternative Early Mix)                 | 3:53         |
| 8.                  | «Suicide Note Pt. II» (Live at Dynamo Festival, 1998)        | 4:48         |
| 9.                  | «Living Through Me (Hells' Wrath)» (Instrumental Version)    | 4:54         |
| 10.                 | «Floods» (Alternative Early Mix)                             | 7:19         |
| 11.                 | «The Underground in America» (Alternative Early Mix)         | 3:56         |
| 12.                 | «(Reprise) Sandblasted Skin» (Live at Dynamo Festival, 1998) | 4:34         |
| Общая длительность: | Общая длительность:                                          | 53:38        |

## Участники записи
- Pantera
  - Фил Ансельмо — вокал
  - Даймбэг Даррелл — ритм-гитара, соло-гитара, двенадцатиструнная гитара («Suicide Note Pt. I»), бэк-вокал
  - Винни Пол — барабаны, бэк-вокал
  - Рэкс Браун — бас-гитара, бэк-вокал
- Дополнительный персонал
  - Сет Путнам — дополнительный вокал («The Great Southern Trendkill», «War Nerve», «13 Steps to Nowhere» и «Suicide Note Pt. II»)
  - Росс Карпелман — клавишные («Suicide Note Pt. I» и «Living Through Me (Hells' Wrath)»)
- Технический персонал
  - Терри Дэйт — продюсер, сведение
  - Винни Пол — продюсер, сведение
  - Ульрих Уайлд — сопродюсер

## Позиции в чартах
| Чарт (1996)        | Высшая позиция |
| ------------------ | -------------- |
| Австралия          | 2              |
| Австрия            | 14             |
| Бельгия (Фландрия) | 22             |
| Бельгия (Валлония) | 19             |
| Дания              | 14             |
| Нидерланды         | 61             |
| Финляндия          | 4              |
| Германия           | 33             |
| Новая Зеландия     | 15             |
| Норвегия           | 14             |
| Швеция             | 7              |
| Швейцария          | 37             |
| Великобритания     | 17             |
| США                | 4              |

### Сертификации
| Регион                                                      | Сертификация | Продажи    |
| ----------------------------------------------------------- | ------------ | ---------- |
| США (RIAA)                                                  | Платиновый   | 1 000 000^ |
| ^ Данные о тиражах приведены только на основе сертификации. |              |            |